# Чорашти (Валча)
Чорашти (рум. Ciorăști) насеље је у Румунији у округу Валча у општини Ширињаса. Oпштина се налази на надморској висини од 260 m.

## Становништво
Према подацима из 2002. године у насељу је живело 669 становника, од којих су сви румунске националности.